# Goce Dełczew
Goce Dełczew (cyryl. Гоце Дѣлчевъ, właśc. Georgi Nikołow Dełczew bułg. Георги Николов Делчев; ur. 4 lutego 1872 w Kukuszu, zm. 4 maja 1903 w Banicy) – bułgarski przywódca ruchu wyzwoleńczego. Ważna postać XIX-wiecznej walki rewolucyjnej w Macedonii i Tracji pod panowaniem tureckim. Należał do grona przywódców Wewnętrznej Macedońskiej Organizacji Rewolucyjnej (Wnatreszna Makedonska Rewolucionerna Organizacija – WMRO). Ten paramilitarny związek wykazywał aktywność w okresie tureckiego panowania w Macedonii i Tracji na przełomie XIX i XX wieku. Pierwszy znany statut założycielski tej organizacji pochodzi z roku 1896. Nosiła ona początkowo nazwę Bułgarsko-Macedońskich Komitetów Rewolucyjnych w Adrianopolu (BMKRA). Później szyld grupy zmieniono na Tajną Macedońską Organizację Rewolucyjną w Adrianopolu.

## Życiorys
Urodził się 4 lutego 1872 r. w Kilkis (obecnie miasto w Grecji). Uczęszczał do miejscowej bułgarskiej szkoły podstawowej, a następnie do bułgarskiego gimnazjum męskiego im. „św. Cyryla i Metodego” w Salonikach. W roku 1891 wstąpił do akademii wojskowej w Sofii, skąd później został wyrzucony za związki z kręgami socjalistycznymi.
W roku 1894 Dełczew zatrudnił się jako nauczyciel języka bułgarskiego w bułgarskiej szkole w Sztipie. Poznał tam Dame Grujewa, przywódcę lokalnego komitetu BMKRA. W wyniku kontaktów z Grujewem, Dełczew wstąpił do organizacji w roku 1895 i za niedługo został jednym z jej głównych przywódców. Po przepracowaniu kolejnego roku szkolnego (1895/1896) na posadzie nauczyciela w mieście Bansko, przeprowadził się do Bułgarii, gdzie razem z Gjorcze Petrowem został przedstawicielem organizacji wewnętrznej w Księstwie Bułgarii.
Działalność Dełczewa w BMKRA okazała się istotnym wątkiem w historii macedońskiego ruchu wyzwoleńczego. Lata 1894-1903 to okres jego najbardziej intensywnego zaangażowania w ruchu rewolucyjnym. Dełczew walczył o autonomię dla Macedonii. Podobnie jak większość ówczesnych działaczy organizacji, Dełczew miał wizję niepodległej, wielonarodowej Macedonii. Pod względem swoich poglądów w kwestiach międzynarodowych Dełczew znacznie wyprzedzał swoje czasy. Można je streścić za pomocą jego krótkiej maksymy: „Uważam świat wyłącznie za arenę kulturalnej rywalizacji pomiędzy narodami”.
Treść jego korespondencji z innymi członkami BMKRA odkrywa wiele danych na temat źródeł, transportu i warunków przechowywania broni oraz amunicji w Macedonii. Dełczew przewidywał niezależną produkcję broni, wskutek czego otwarto wytwórnię bomb we wsi Sabler niedaleko Kiustendiłu w Bułgarii. Bomby przemycano później przez granicę turecką do Macedonii. Włączenie obszarów wiejskich do dystryktów organizacyjnych BKRA przyczyniło się do rozszerzenia organizacji i wzrostu jej liczebności. Tym samym pojawiły się okoliczności sprzyjające utworzeniu zbrojnego ramienia związku, którego Dełczew został doradcą militarnym (inspektorem), a także – szefem wszystkich wewnętrznych grup rewolucyjnych.
Zasadnicza kwestia dotycząca terminu wzniecenia powstania w Macedonii doprowadziła do nieporozumienia pomiędzy uczestnikami konferencji w Sofii w roku 1903. Dełczew sprzeciwiał się wywołaniu powstania, gdyż uważał, że organizacja nie jest jeszcze dostatecznie przygotowana. Delczew zginął 4 maja 1903 r. podczas starcia z turecką policją w okolicy wsi Banica w regionie Serres (obecnie w Grecji), prawdopodobnie po demaskacji przez miejscowych chłopów, gdy potwierdziły się pogłoski o przygotowaniach do powstania ilindeńskiego w Macedonii. Zwłoki Delczewa zostały przewiezione do Sofii podczas I wojny światowej, gdy Bułgaria kontrolowała część Macedonii Egejskiej. Pozostały tam aż do zakończenia II wojny światowej. Po roku 1944, bułgarska polityka odnośnie do kwestii macedońskiej zmieniła się zgodnie z trendami implikowanymi przez reżim komunistyczny. Dlatego, w roku 1946, rząd Ludowej Republiki Bułgarii zalecił likwidację Macedońskiego Instytutu Naukowego. 10 października 1946, całe zbiory muzeum, włącznie ze szczątkami Goce Dełczewa, przewieziono do powołanej niedawno Macedońskiej Republiki Ludowej. Następnego dnia zwłoki Dełczewa zostały złożone w marmurowym sarkofagu, który do dziś stoi na cmentarzu przy Cerkwi Wniebowstąpienia Pańskiego w Skopju.

## Ocena działalności Dełczewa

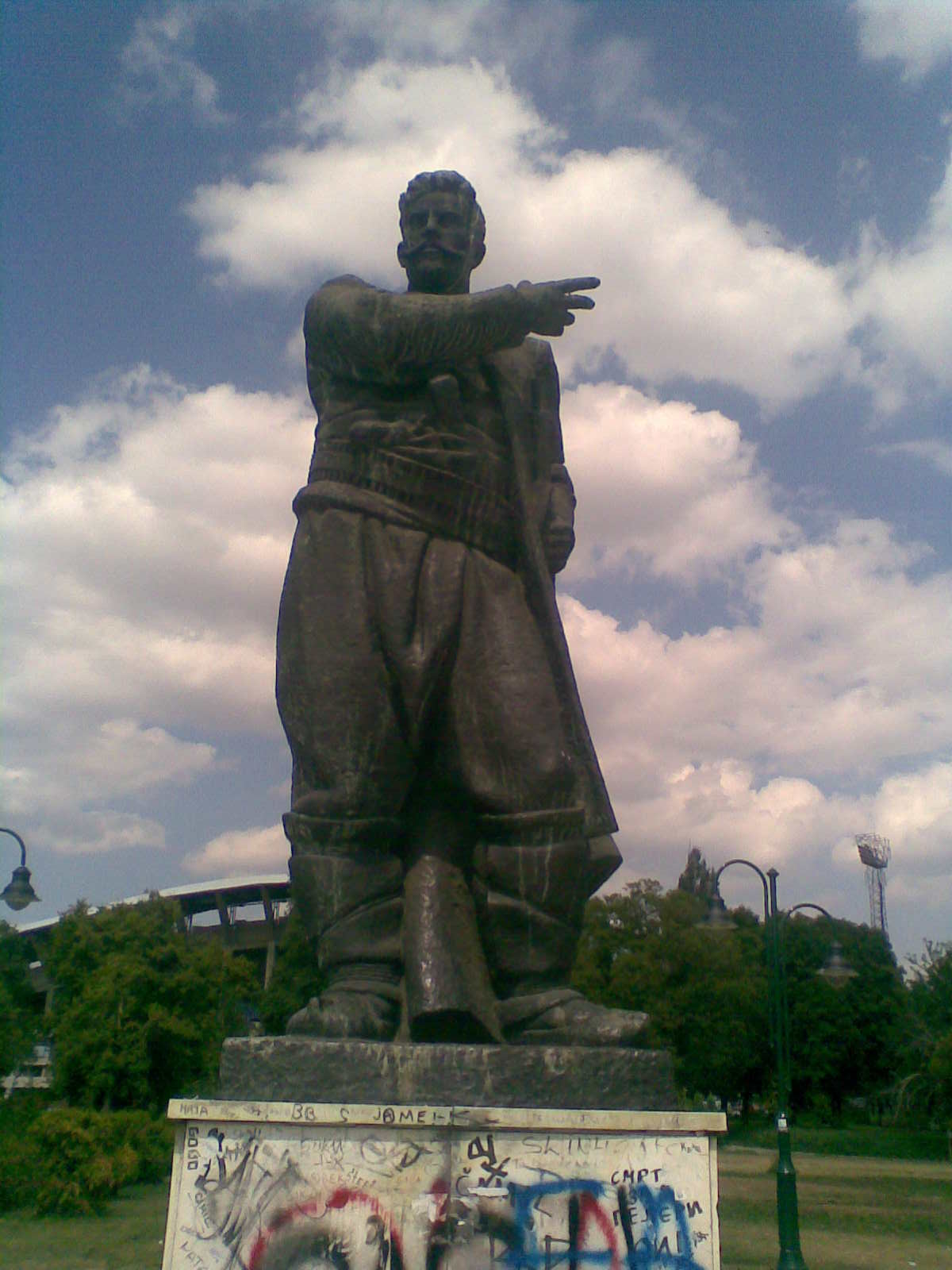
Pomnik Dełczewa w Skopju (Macedonia)

W Bułgarii Dełczew uważany jest za najważniejszego rewolucjonistę z drugiego pokolenia bojowników o wyzwolenie, którzy kontynuowali walkę o autonomię polityczną bądź niepodległość na obszarach Macedonii zamieszkanych przez Bułgarów oraz w okręgu adrianopolskim (po utworzeniu autonomicznego Księstwa Bułgarii w roku 1878). Pamięć o Dełczewie jest czczona szczególnie w kręgach potomków bułgarskich uchodźców z Macedonii Egejskiej oraz w bułgarskim Obwodzie Błagojewgrad. Jego nazwisko pobrzmiewa w narodowym hymnie Macedonii „Denes nad Makedonija”. Nazwiskiem Dełczewa nazwano dwa miasta w Bułgarii oraz Macedonii. W górach Tangra na Wyspie Livingstona w Szetlandach Południowych na Antarktydzie wznosi się Szczyt Dełczewa oraz Grań Dełczewa.
Jego imię nosi również macedoński uniwersytet w Sztipie.

## Pochodzenie
Podobnie jak większość wydarzeń w Macedonii w końcówce XIX stulecia, tak narodowa i etniczna przynależność Goce Dełczewa pozostaje kwestią sporną. Przez bułgarskich historyków uważany jest on za Bułgara. Podobnie stwierdza większość uczonych na świecie. Niemniej jednak, niektórzy współcześni historycy macedońscy, na czele z Iwanem Katardżiewem, dyrektorem Wydziału Nauk Historycznych w Departamencie Nauk Społecznych w Macedońskiej Akademii Nauk i Sztuk oraz doktorem filozofii Zoranem Todorowskim, zgadzają się z tezą o bułgarskiej świadomości narodowej Dełczewa.
Po ukończeniu gimnazjum męskiego w Salonikach, Dełczew był kadetem w szkole wojskowej w Sofii. Później pracował jako nauczyciel języka bułgarskiego w szkole w Sztipie (w Egzarchacie Bułgarskim). Również jego korespondencja (wszystkie jego listy i dokumenty bez wyjątku napisane są po bułgarsku) świadczą o jego bułgarskiej narodowości. W niektórych dokumentach zdefiniował on słowiańską ludność zamieszkującą Macedonię jako Bułgarów (np. w okólnikowym liście napisanym w marcu 1901). Według „Wspomnień” G'orcze Petrowa, Dełczew był współautorem statutu BMKRA w roku 1896, którego Art.3 rozdziału II brzmi: „Członkiem BMKRA może być każdy Bułgar, niezależnie od płci, który nie splamił się nieuczciwym postępowaniem” Przez wielu najbliższych przyjaciół, włącznie z Pejo Jaworowem, Dełczew uważany był jednoznacznie za rodowitego Bułgara. Jaworow był autorem jego pierwszej biografii, napisanej wkrótce po śmierci Dełczewa. Jaworow w swoim pamiętniku określał działalność swojego przyjaciela jako „wschód bułgarskiego słońca nad wolnością Macedonii”.
Dełczew był zwolennikiem idei utworzenia wspólnego macedońsko-adrianopolskiego regionu autonomicznego (tłumaczonego przez przywódców WMRO jako przejściowy krok w drodze do pełnego zjednoczenia z Bułgarią). Autonomię Bułgarii zagwarantował 23 artykuł Traktatu Berlińskiego z 1878 r. Macedończycy i Adrianopolitanie mieli zjednoczyć się bez względu na pochodzenie oraz religię. Dełczew nieprzychylnie odnosił się do idei bezpośredniego zaangażowania bułgarskich władz w walkę wyzwoleńczą w regionach Macedonii i Adrianopolu.
Niejednoznaczność niektórych wypowiedzi Dełczewa oraz jego prac poskutkowała traktowaniem go przez niektórych macedońskich historyków jak rodowitego Macedończyka. Wysuwanym przez nich argumentem na potwierdzenie tej tezy jest fakt, że użycie słowa „Bułgar” w przypadku do XIX-wiecznej Macedonii nie odnosi się do narodowości, ale jest synonimem słowa „chrześcijanin” bądź „Słowianin”. Natomiast historycy bułgarscy twierdzą, iż idea macedońskiej autonomii nie miała nigdy podłoża etnicznego. Głoszą również, że w początkach XX w. nie istniała rozbieżność pomiędzy terminem „Macedończyk” (określenie regionalne, ponadpaństwowe) a terminem „Bułgar” (nazewnictwo etniczne). Zwracają też uwagę, że w dokumentach organizacji BMKRA słowo „adrianopolitański” występuje zamiennie ze słowem „macedoński”.

## Źródła i wzmianki
- Пандев, К. „Устави и правилници на ВМОРО преди Илинденско-Преображенското въстание”, * Исторически преглед, 1969, кн. I, стр. 68–80. (w jęz. bułgarskim)
- Пандев, К. „Устави и правилници на ВМОРО преди Илинденско-Преображенското въстание”, Извeстия на Института за история, т. 21, 1970, стр. 250-257. (w jęz. bułgarskim)
- Битоски, Крсте, сп. „Македонско Време”, Скопје – март 1997, Turcja (Bułgaria), Elliot, 1898, Устав на ТМОРО. S. 1. opublikowane w Документи за борбата на македонскиот народ за самостојност и за национална држава, Скопје, Универзитет „Кирил и Методиј”: Факултет за филозофско-историски науки, 1981, pp 331–333. (po macedońsku)
- Hugh Pouton Who Are the Macedonians?, C. Hurst & Co, 2000. p. 53. ISBN 1-85065-534-0

Fikret Adanir, Die Makedonische Frage: ihre entestehung und etwicklung bis 1908., Wiesbaden 1979, p. 112.
- Duncan Perry The Politics of Terror: The Macedonian Liberation Movements, 1893–1903, Durham, Duke University Press, 1988. pp. 40–41, 210 n. 10.
- Friedman, V. (1997) „One Grammar, Three Lexicons: Ideological Overtones and Underpinnings of the Balkan Sprachbund” in CLS 33 Papers from the 33rd Regional Meeting of the Chicago Linguistic Society. (Chicago : Towarzystwo Językowe Chicago)
- Димитър П. Евтимов, Делото на Гоце Делчев, Варна, изд. на варненското Македонско културно-просветно дружество „Гоце Делчев”, 1937. (w jęz. bułgarskim)
- Пейо Яворов, „Събрани съчинения”, Том втори, „Гоце Делчев”, Издателство „Български писател”, София, 1977. (w jęz. bułgarskim)